# Gaie roșie

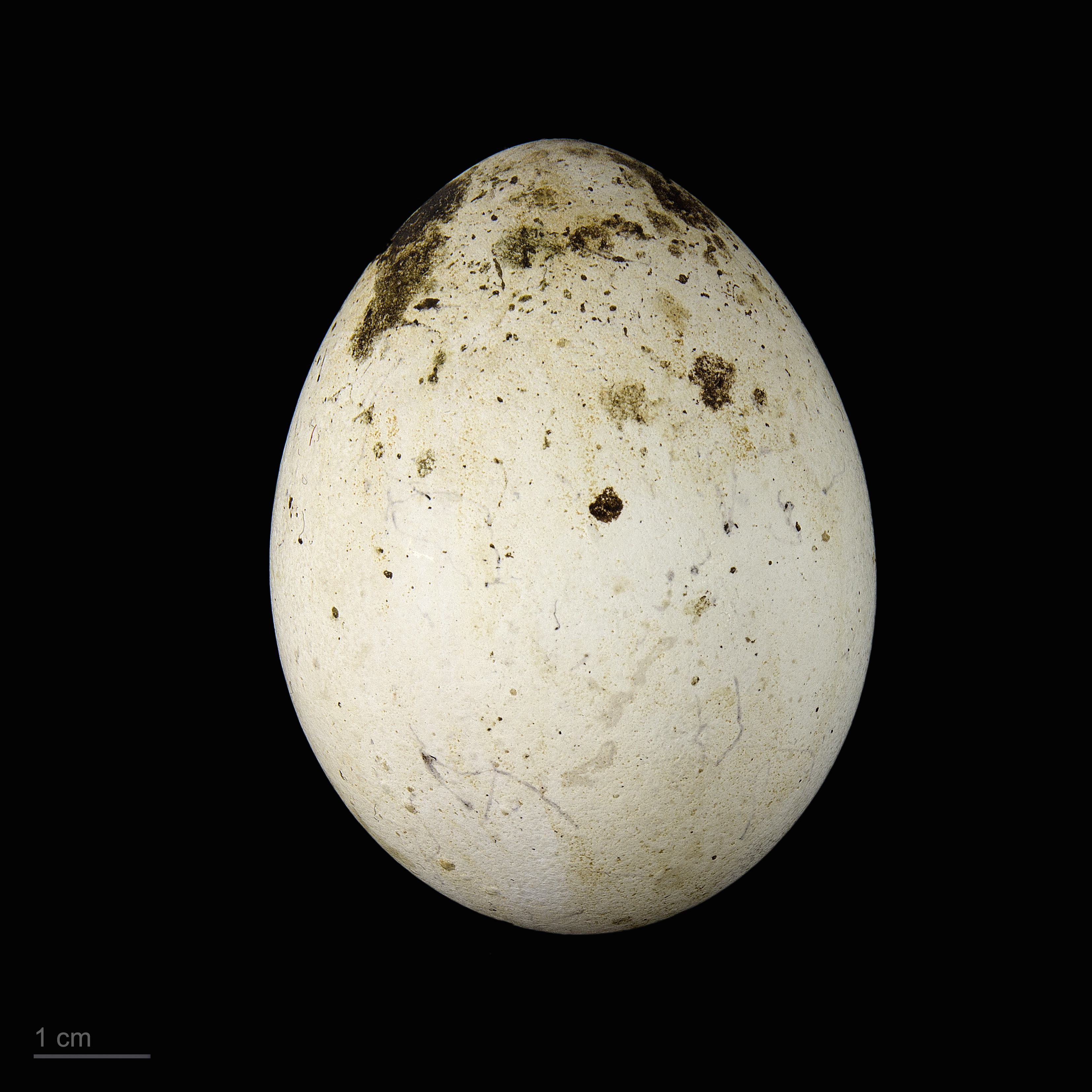
Ou de gaie roșie - MHNT

Gaia roșie (Milvus milvus) este o pasăre de pradă, mare, cu aripi lungi și o coadă bifurcată, din familia Accipitridae. Trăiește în Europa și nord-vestul Africii. Iarna migrează în Africa, dar câteodată este sedentară. Vânează la pădure și la câmp.
În România este o specie destul de rară.